# San Germano Vercellese
San Germano Vercellese é uma comuna italiana da região do Piemonte, província de Vercelli, com cerca de 1.812 habitantes. Estende-se por uma área de 30 km², tendo uma densidade populacional de 60 hab/km². Faz fronteira com Casanova Elvo, Crova, Olcenengo, Salasco, Santhià, Tronzano Vercellese, Vercelli.

## Demografia
| Variação demográfica do município entre 1861 e 2011                               |
|                                                                                   |
| Fonte: Istituto Nazionale di Statistica (ISTAT) - Elaboração gráfica da Wikipedia |